# 王觀銘

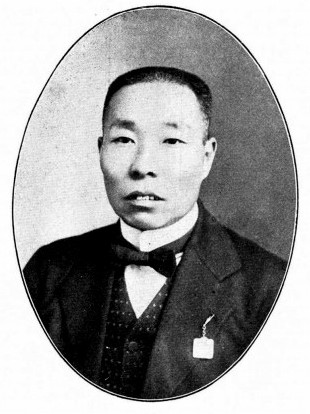
王觀銘

王觀銘（1879年—？），名箴三，直隸寧晉人，中華民國政治人物。
清朝邑庠生，考入直隸省優级師範學堂，肄業二年后，經選拔赴日本早稻田大學，畢業回國。1912年，被舉爲直隸省議會副議長。1913年，被舉爲參議院議員。1916年，第一次恢復國會時，仍任参議院議員。1917年，任護法國會參議院議員。